# 667 (číslo)
Šest set šedesát sedm je přirozené číslo. Následuje po čísle šest set šedesát šest a předchází číslu šest set šedesát osm. Římskými číslicemi se zapisuje DCLXVII a řeckými číslicemi χξζ.

## Matematika
667 je:
- Deficientní číslo
- Poloprvočíslo
- Nešťastné číslo

## Astronomie
- (667) Denise je planetka hlavního pásu, kterou objevil v roce 1908 August Kopff

## Roky
- 667
- 667 př. n. l.